# Szent Imre római katolikus magyar templom (Cleveland, Ohio)
A Szent Imre római katolikus magyar templom Cleveland, Ohio egy a mai napig fennmaradt, önálló magyar nyelvű római katolikus egyházközsége. Joghatóságilag a Clevelandi egyházmegye része, de a hagyomány alapján magyar lelkipásztor vezeti.

## Kezdetek – az első templom (1904 és 1915 között)

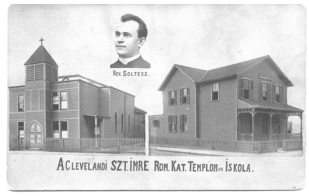
Korabeli képeslap

A Szent Imre Egyházközséget főtisztelendő Böhm Károly biztatására a katolikus magyar hívek Hirling József irányítása mellett alapították 1904-ben, de a szervező plébános hirtelen halála miatt megakadt a templom építésének munkája. Az újonnan kinevezett plébános Soltész István irányításával 1905. január 22-re felépült a templom, melyet John Frederick Ignatius Horstmann megyéspüspök szentelt fel. A templom mellett – az amerikai magyar templomok mintájára – hamarosan iskola is nyílt. A Szűz Mária Magyarok Nagyasszonya Magyar Római Katolikus Női Betegsegélyező Egylet 1905 január 22-én alakult, 1908-ban pedig a Szent József Magyar Betegsegélyező Egyletet megszervezték. Soltész István plébános 1911 októberében mond le, mivel ellene a hívek szervezkedtek. Rövid ideig Szabó József vette át a plébániát, de a hívek ellenállása miatt már 1912 októberében lemondott. 1912. decemberétől Péter József atya vette át az egyházközség vezetését, s az elégedetlenség szépen lassan lenyugodott. Nagy csapás érte az egyházközséget, amikor 1915 februárjában leégett a templom, és a szentmisére összegyűlő híveket az üszkös romok fogadták. Ez a szomorú eset lesújtotta a híveket, de Péter Józsefet is annyira bántotta, hogy rövidesen lemondott a plébánosságról.

## A második templom (1915 és 1924 között)

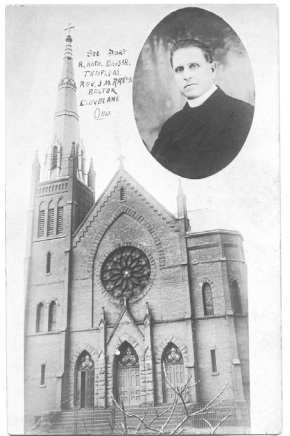
A második templom. A fényképen valószínűsíthetően Rátz János atya szerepel.

A templom leégése után, illetve Péter József plébános lemondása után Rátz János atya vette át a plébánosi feladatokat 1915. júniusától. Ekkor gyűjtést indított, hogy a templomot újraépítsék. Végül erre nem került sor, mert a helyi püspök jutányos áron átadta az egyházközségnek az akkor már üresen álló a franciák által épített templomot, a mellette található iskolával. A sok munka megviselte Rátz János atya egészségét, s Magyarországra távozott. Távolléte alatt Fr. Tóth József OFM vezette az egyházközséget, mint adminisztrátor, majd 1920-ban a megyés püspök Hartel Józsefet nevezte ki a közösség pásztorának. Az új plébános fáradhatatlan tevékenysége alatt úgy az egyházközségi élet, mint az iskola szépen fejlődött, olyannyira, hogy a meglévő épületet nagyobbítani kellett. A munkálatok alatt, 1923 júliusban az iskola leégett. Újra nekiláttak a sok megpróbáltatáson keresztülment hívek, és hamarosan elkészült az új iskola. Viszont a helyi vasúttársaság bővítése miatt 1924-ben a területet a korabeli törvények miatt kártérítés, illetve kárpótlás nélkül kisajátították, s a magyar közösségnek ekkor újra mennie kellett.

## A harmadik templom építésétől az anyagi biztonság eléréséig (1924 és 1950 között)
Az új templom építése rendkívül nehéz gazdasági időszakban történt, a Nagy Gazdasági Világválság évei az egyházközség anyagi lehetőségeit is majdhogynem felőrölték. A 108,000 dolláros tőketartozás kamatos kamatja 35,000 dollárra ugrott. A gondok kezdték felőrölni Hartel atya amúgy is megtámadott egészségét. Két segítséget is kapott: Ferencz György (1936) és Bartkó Alajos (1938) személyében, akik erejüket túlhaladó buzgalommal
próbálták az egyházközség ügyeinek vezetését a gyengélkedő plébános válláról levenni. De a betegség már olyan stádiumban volt, hogy Hartel József 1942. október 17-én elhunyt.
Az egyházközség adminisztrációs ügyeit Bartkó Alajos intézte, mígnem 1943. január 18-án a megyés püspök Mundweil János nyugat-youngstowni plébánost nevezte ki a Szent Imre Egyházközség élére, akinek első tevékenysége az volt, hogy a püspökség együttműködésével megegyezett a bankkal, s így 1950 végéig a teljes tartozást sikerült lerendezni. Mindemellett a szentélyt újjáalakíttatta, a templomot belül kifestette W.A. Krusoe magyar származású festőművésszel. 1944. november 5-én ünnepelte az egyházközség alakulásának negyvenéves jubileumát, aminek keretében a 180 a II. világháborúban katonai szolgálatot teljesítő híve tiszteletére emléktáblát helyeztek el.

## Az ötvenes-hatvanas évek
1953. június 8-án tornádó sepert át a vidéken, és megrongálta a templom tetőzetét. 1954-ben ünnepelte aranyjubileumát a Szent Imre Egyházközség. 1956-os forradalom után a sok menekült érkezett Clevelandba is, akik itt kezdtek új életet. Viszont a környék demográfiai arányainak megváltozása, valamint a templom állapota sok nehézséget állított az egyházközség elé. Az épület állapota olyan rossz lett, hogy kétéves felújításra szorult. Valamint, mivel az iskola lényegileg megszűnt, ezért helyén 1961-ben Mundweil atya – elsőnek az egyházmegyében – bevezette az értelmileg elmaradottak és fogyatékosak tanítását, foglalkoztatását.  1965-ben Mundweil atya az egyházközségben töltött 22 éves szolgálata után másik plébániára távozott, s helyét  Kárpi Ferenc vette át. Az ő vezetése alatt alakult meg a heti hittanóra, és virágvasárnapon kiadta az első templomi értesítőt. 1965 november 7-én a templom építésének negyvenéves fordulóját ünnepelték, ugyanakkor Böhm Károly atya missziós munkájának emlékére gyűléstermet és emléktáblát szenteltek. A nemzeti nyelvnek a liturgiában való teljes felhasználásával az angol nyelv lett általánosabb. A vasárnapi magyar szentmise azonban sok régi és új hívőt vonzott a templomba. Viszont a magyarság számának csökkenése egyre inkább kézzel tapinthatóbb lett, s ezt az újonnan érkező bevándorlók se tudták pótolni.

## Mindszenty József látogatása
Mindszenty József száműzetésben élő hercegprímás 1974-ben tett lelkipásztori utat az Amerikai Egyesült Államokban élő magyarok között. 1974. május 27-én érkezett a Clevelandi Szent Imre templomba. A bíboros a nagy tömegre való tekintettel, szentbeszédét a templom főbejáratánál mondotta el.
Szentbeszédében többek közt a következőket mondta: „Hát kérdezzük meg, hogy mi, Szent Imre népe, hogyan állunk, hányadán vagyunk itt, távol az ős magyar földtől? Áttekintettem történeteket itt, ezen a helyen, és abból látom, hogy ma még szép számmal vannak itt magyarok a XIX. század ide-települőinek a leszármazottaiként. És folyik a lelkipásztorkodás, viszi a ti lelkipásztorotok az itteni hitéletet.”

## A megváltozott viszonyok között (1970 és 2000 között)
Az 1975-ik évben Ft. Kárpi Ferenc kiadta az ”Istent Imádjuk” ima és énekes könyvet. A Fatima Család május 18-án szentmise keretében díszes nagy lobogót szenteltetett ünnepi mise előtt. A Szűz Mária Egylet augusztus 17-én ünnepelte fennállásának 70. évfordulóját. 
1976. augusztus 12-én Lékai László bíboros, Magyarország prímása, miután részt vett a Philadelphiai Eucharisztikus Kongresszuson Clevelandba érkezett, s ott szentmisét mondott, minek keretében a plébánosnak egy Szent Imre ereklyét adott, ezzel megajándékozva az egyházközséget.  1977. június 19-én a megyés püspök Balássy Géza személyében állandó diakónust szentelt az egyházközség szolgálatára. Kárpi atya gyengülő egészségére hivatkozva 1983 július 1-vel nyugalomba vonult. Örökségül T. Örley Richard atyának egy élő közösséget hagyományozott. T. Örley Richard ekkor az egész egyházmegyében a legfiatalabb plébános volt, s fiatalsága új lendületet hozott az egyházközség életébe. Létrehozta a "Fiatal Házasok" csoportját, valamint az idősebbek részére megalapította a "kézimunka kört". Az egyházközségben 1988. június 12-ig szolgált, amikor is a plébánosi feladatokat átvette Siklódi Sándor atya, aki már 1985-től az egyházközségben látott el lelkészi feladatokat. Ő fő gondjának tekintette a templom és a kiszolgáló épületek felújítását.

## Napjainkban (1990-től)
Az egyházközség 1994-ben ünnepelte fennállásának 90. évfordulóját. Az ekkor megjelent emlékkönyvbe az alábbi sorok kerültek, melyek jól mutatják a közösség céljait:
"Egy egyházközség képe tárult elénk. Ez a kép egy egyházközség képe, mely kivette a részét a megpróbáltatások tömkelegéből, főleg a változások megpróbáltatásaiból. Azonban Isten gondviselő kezének, egyházközségi elődeinek bölcsességének, bátorságának, hitének, áldozatának és odaadásának, és ugyanakkor tagságunk sorai felújításának a tanúbizonysága az, HOGY MÉG MA IS ÉLÜNK, MA IS VAGYUNK, a Szent Imre templomban, és még ma is, távol a szülőhazánktól, ANYANYELVÜNKÖN HALLJUK ISTEN IGÉJÉT, és anyanyelvünkön fohászkodunk, és magyar énekszóval dicsérjük Istent és Szent Fiát, méltóan Szent István örökségéhez és hűen névadó fiához, Szent Imréhez. Büszkék vagyunk, hogy ennek az elkötelezett Egyházközségnek vagyunk a tagjai és reménnyel nézünk 100-ik évfordulónk felé!"
2010. június 30-án az illetékes Clevelandi egyházmegye a templomot megszüntette. Az egyházközség az Egyházi Törvénykönyvben meghatározott határidőn belül folyamodott az illetékes vatikáni hivatalhoz, mely 2012. március 1-i keltezéssel ellátott dekrétumában érvénytelennek nyilvánította az előzetes püspöki rendeletet. A templom plébánosát újra kinevezték, és a 2012. november 4-én ünnepi szentmisében a plébánia újra életre kelt. Siklódi Sándor atya újbóli plébánosi beiktatását 2013. január 27-én Richard Lennon clevelandi püspök végezte. Nem sokkal ez után Siklódi Sándor 2013. július 31-én elhunyt. Azóta a szintén Clevelandban található Szent Erzsébet templom plébánosa, Antal András látja el a plébánosi funkciókat az egyházközségben.

## Az egyházközség plébánosai, adminisztrátorai
- Rev. Hirling János (szervező hirtelen meghalt a szervezés kezdetén)
- Rev. Soltész István, plébános (1904. november – 1911. szeptember)
- Rev. Szabó József, plébános (1911. október – 1912. október)
- Rev. Péter József, plébános (1912. november – 1915. március)
- Rev. Rátz János, plébános (1915. április – 1920. május)
- Rev. Tóth József O.F.M., adminisztrátor (1920. június – 1920. szeptember)
- Rev. Hartel József, plébános (1920. október – 1942. október)
- Rev. Bartkó Alajos, káplán, majd adminisztrátor (káplán: 1938. május – 1942 október; adminisztrátor: 1942. október – 1943. január)
- Rev. Mundweil János,  plébános (1943. január 18 – 1965)
- Rev. Kárpi Ferenc, plébános (1965. január 20. – 1983. július 1.)
- Rev. Nyeste János, adminisztrátor (1975-1976)
- Rev. T. Örley Richard, káplán, majd plébános (káplán: 1977. június 29. – 1983. július 1.; plébános: 1983. június 1. – 1988. július 1.)
- Rev. Siklódi Sándor káplán, majd plébános (káplán 1985. október 18. – 1988. július 1.; plébános (1988. július 1. – 2012. október 15.; majd a templom újbóli megnyitása után 2013. január 27. – 2013.  július 31.)
- Rev. Antal András, adminisztrátor (2013-tól)